# Phyllactis rigida
Phyllactis rigida là một loài thực vật có hoa trong họ Kim ngân. Loài này được (Ruiz & Pav.) Pers. miêu tả khoa học đầu tiên năm 1805.